# Colpochilodes
Colpochilodes är ett släkte av skalbaggar. Colpochilodes ingår i familjen Melolonthidae.
Kladogram enligt Catalogue of Life:
| Colpochilodes | \| \| Colpochilodes peregrina \| \| \| \| \| \| Colpochilodes raucipennis \| \| \| \| |
|               | \| \| Colpochilodes peregrina \| \| \| \| \| \| Colpochilodes raucipennis \| \| \| \| |
|               | Colpochilodes peregrina                                                               |
|               |                                                                                       |
|               | Colpochilodes raucipennis                                                             |
|               |                                                                                       |